# Sinodo di Crotone
Il sinodo di Crotone fu un'assemblea ecclesiastica locale tenuta a Crotone il 5 gennaio 1122, presieduta da papa Callisto II. L’incontro aveva lo scopo di preparare e consolidare le riforme ecclesiastiche che sarebbero state formalizzate nel successivo concordato di Worms del 23 settembre 1122.

## Contesto
Nel dicembre 1121, papa Callisto II intraprese un viaggio in Calabria nell’ambito della sua strategia per rafforzare l’autorità pontificia nel Mezzogiorno, in un momento in cui la Chiesa era ancora impegnata nella fase finale del conflitto con l’Impero per il controllo delle investiture episcopali. Nel gennaio 1122 si recò a Crotone per presiedere un sinodo, concepito non come evento locale ma come banco di prova dell’autorità papale sul territorio e come una tappa concreta nel percorso che avrebbe portato, pochi mesi dopo, alla firma del concordato di Worms e sancito la fine della lotta per le investiture; stando a quanto raccontato dal diacono Ruggiero Carbonello – canonico della cattedrale di Santa Maria Assunta a Catanzaro – nella sua Chronica Trium Tabernarum, il sinodo affrontò in primis la ridefinizione dei confini della neocostituita diocesi di Tres Tabernae, istituita nel 1121 con l’uso di testimonianze greche, registri bizantini e mappe catastali. In quella regione permaneva il rito greco, e il sinodo legittimò ufficialmente la sua coesistenza con il rito latino opponendosi ai processi di latinizzazione in atto sotto il dominio normanno. Allo stesso tempo, l’assemblea ecclesiastica rafforzò le scelte del conte normanno Goffredo di Loritello concernenti il trasferimento della sede episcopale da Taverna a Catanzaro, fungendo da strumento di validazione politica locale. La presenza di Callisto II, supportato da cardinali e vescovi calabresi, rappresentò un banco di prova territoriale per l’autorità papale in vista del concordato di Worms, firmato il 23 settembre 1122 insieme all’imperatore Enrico V, e del successivo Concilio Lateranense I a Roma, convocato nel dicembre 1122 per estendere le riforme su scala universale.

## Atti documentali
Rimangono atti sinodali firmati dal cardinale Divizo, rappresentante della Curia, in merito alla ridefinizione dei confini ecclesiastici. Non sono note firme di altri vescovi, pur riconosciute le loro presenze indirettamente.